# باغ ملی (جهرم)
باغ ملی یکی از بوستان‌های عمومی جهرم است که با مساحتی در حدود ۸٬۵۰۰ متر مربع در خیابان آیت‌الله کاشانی و در مقابل ساختمان شهرداری جهرم واقع شده‌است. این پارک در سال ۱۳۱۶ در زمان فرمانداری امیر ارفع قوامی توسط معماری ایتالیایی به نام موسیو آرژانتی ساخته شد. وی دور این پارک دیوار کوتاهی با سرستون‌هایی سنگی در هر سه متر کشید که ساخت این سرستون‌ها بر عهده آقا رضا کوهکن سنگتراش معروف جهرمی انجام گرفت.
برای نخستین بار باغ ملی به دستور دولت به مناسبت جشن عروسی محمدرضا شاه با فوزیه چراغانی و آذین بندی شد. سال‌ها بعد در میان باغ استخر بزرگی بنا شد و مجسمه شاه بر سکوی وسط استخر نصب گردید که در جریان انقلاب اسلامی در روز ۱۹ آذر ۱۳۵۷ مصادف با تاسوعا در تظاهراتی گسترده توسط مردم به پایین کشیده شد. در سال‌های اخیر سرستون‌های زیبا و قدیمی دیوار باغ ملی برچیده شدند.